# Diponegoro

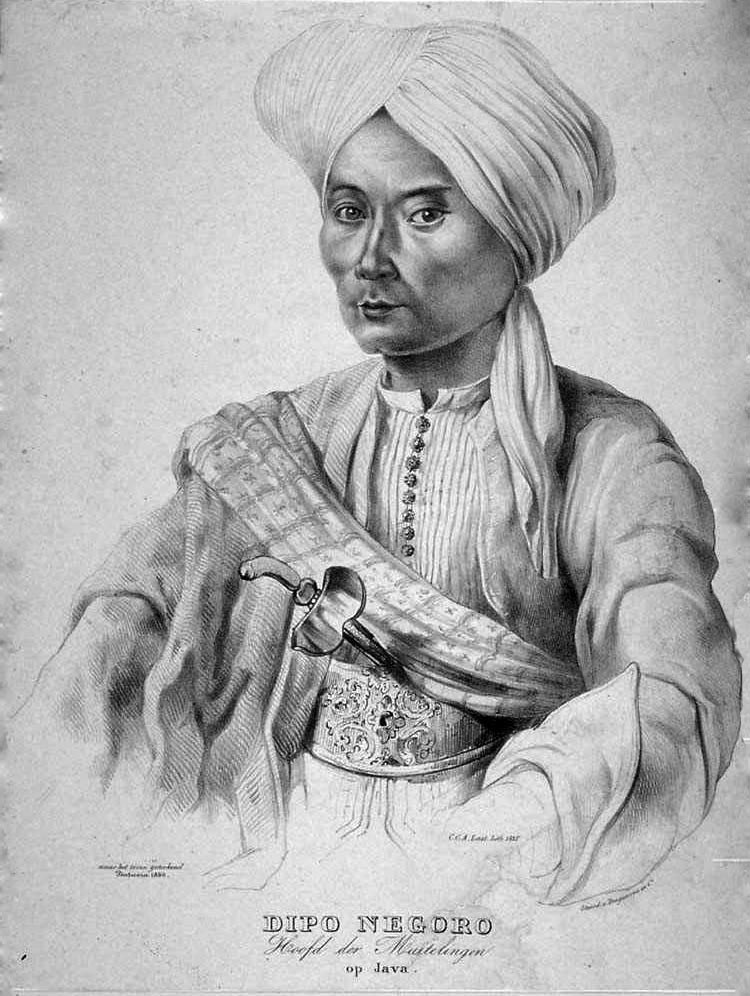
Retrato del príncipe en 1835.

Dipanegara o Diponegoro (11 de noviembre de 1785 - 8 de enero de 1855) fue un príncipe javanés que se arrogó el título de Erutjakra (Mesías). 
Declaró que Ratu Adil se le había aparecido en el monte Rasamuni y encomendado combatir a los Países Bajos, que controlaban gran parte de la isla merced a la Compañía Neerlandesa de las Indias Orientales, liderando la reconquista de Java. Dipanegara comenzó una guerra que se extendió por toda la isla entre 1825 y 1830, un conflicto llamado Guerra de Java que, a su vez, formó parte de las guerras javanesas. Tras una guerra particularmente sangrienta, Dipanegara fue vencido y los sultanatos de Yogyakarta y Surakarta, entre los que se había dividido el de Mataram, fueron obligados a ceder más poder a los holandeses.
Sobre su figura se compuso una famosa babad, género indonesio de crónica histórica.